# Guus Hermus
August Cornelis Maria (Guus) Hermus (Amsterdam, 23 augustus 1918 – Laren, 18 september 2001) was een Nederlands acteur.
Hij was de zoon van de acteur en regisseur Cor Hermus en zangeres Dora de Groot.

## Biografie
Hermus speelde bij een groot aantal gezelschappen. Bekende stukken waarmee Hermus op de planken stond, waren onder meer De drie zusters, King Lear, Een Vuile Egoïst en Cyrano de Bergerac. In 1963 kreeg hij de Louis d'Or, een belangrijke toneelprijs. Van de schouwburgdirecties ontving hij in 1988 de oeuvreprijs voor zijn complete werk.
Een bekende rol van Hermus is die van Van der Zanden (François van 't Sant) in de Nederlandse speelfilm Soldaat van Oranje. In 1968 speelde Hermus de rol van Don Quichot in de musical De man van La Mancha. Hij speelde daar samen met Lex Goudsmit en Carry Tefsen. Ook speelde hij mee in diverse televisieseries als De Fabriek, Herenstraat 10, Bassie & Adriaan: Het Geheim van de Sleutel  en Dagboek van een herdershond.
Hermus woonde de laatste jaren van zijn leven in het Rosa Spier Huis in Laren, een bejaardentehuis voor kunstenaars. "Ik weet niet waarom ik acteur ben geworden. Ik heb het altijd gewild."

## Carrière in foto's

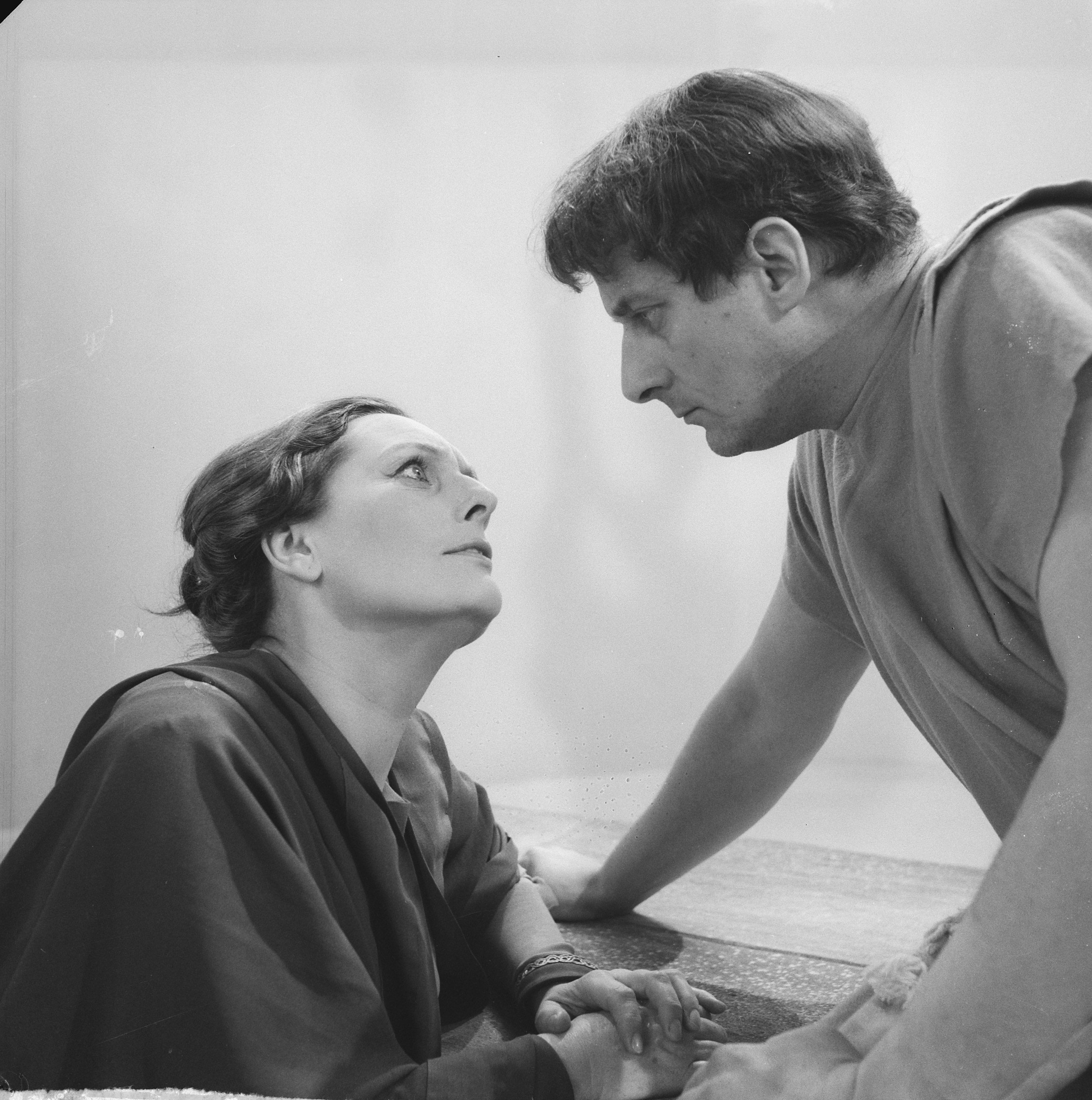
Guus Hermus met Ank van der Moer in 1961